# Cerodontha scirpioides
Cerodontha scirpioides este o specie de muște din genul Cerodontha, familia Agromyzidae, descrisă de Zlobin în anul 1997. Conform Catalogue of Life specia Cerodontha scirpioides nu are subspecii cunoscute.